# 圣尼古拉奥斯
圣尼古拉奥斯（希臘語：Άγιος Νικόλαος），又译为圣尼古劳斯，是希腊克里特大区拉西锡专区的一个市镇及该专区的首府。位于克里特岛东部，濒临米兰拜洛湾。附近有拉托古城遗址等景点，是著名的旅游胜地。

## 图片

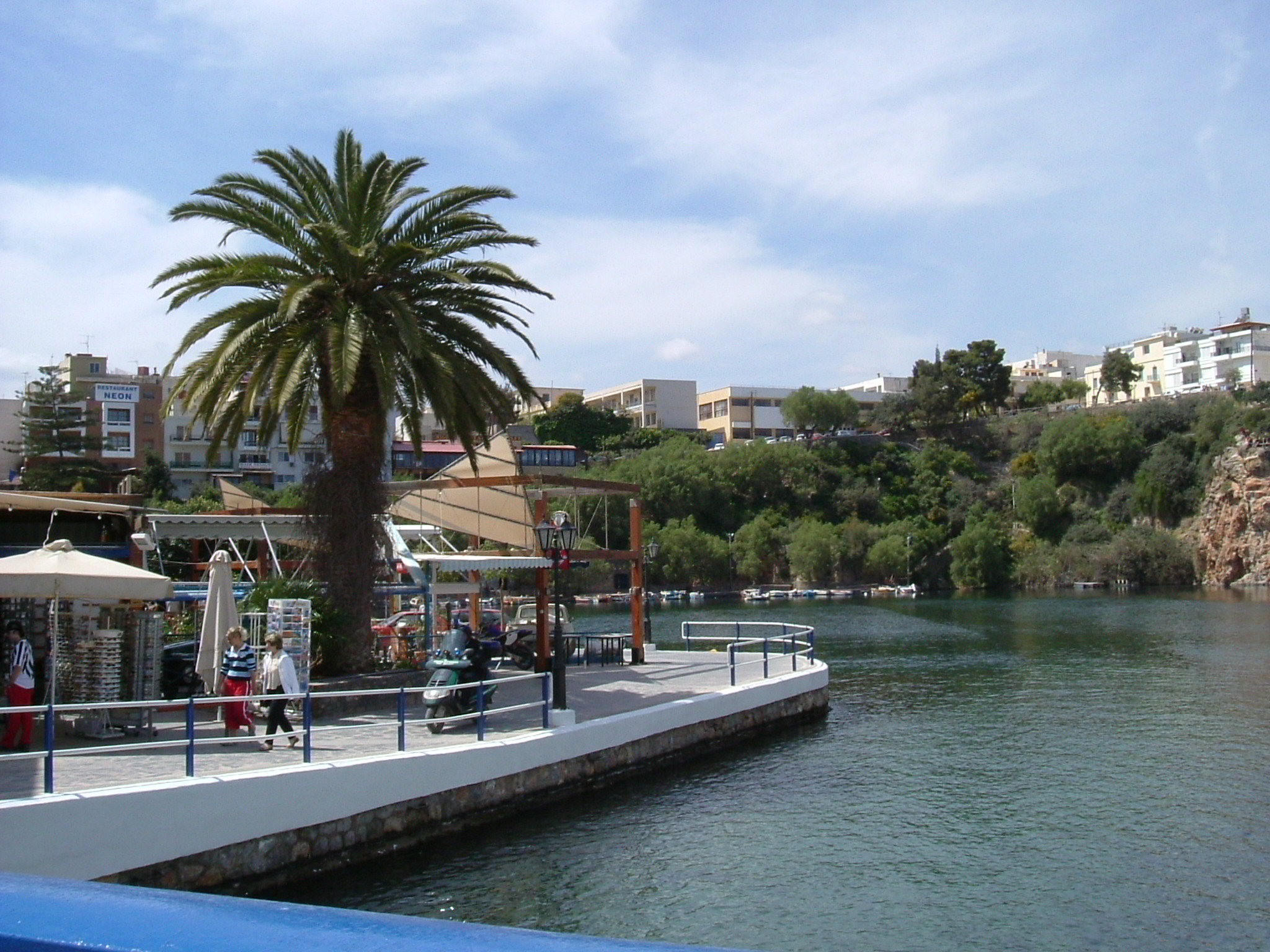
圣尼古拉奥斯市内的Lake Voulismeni
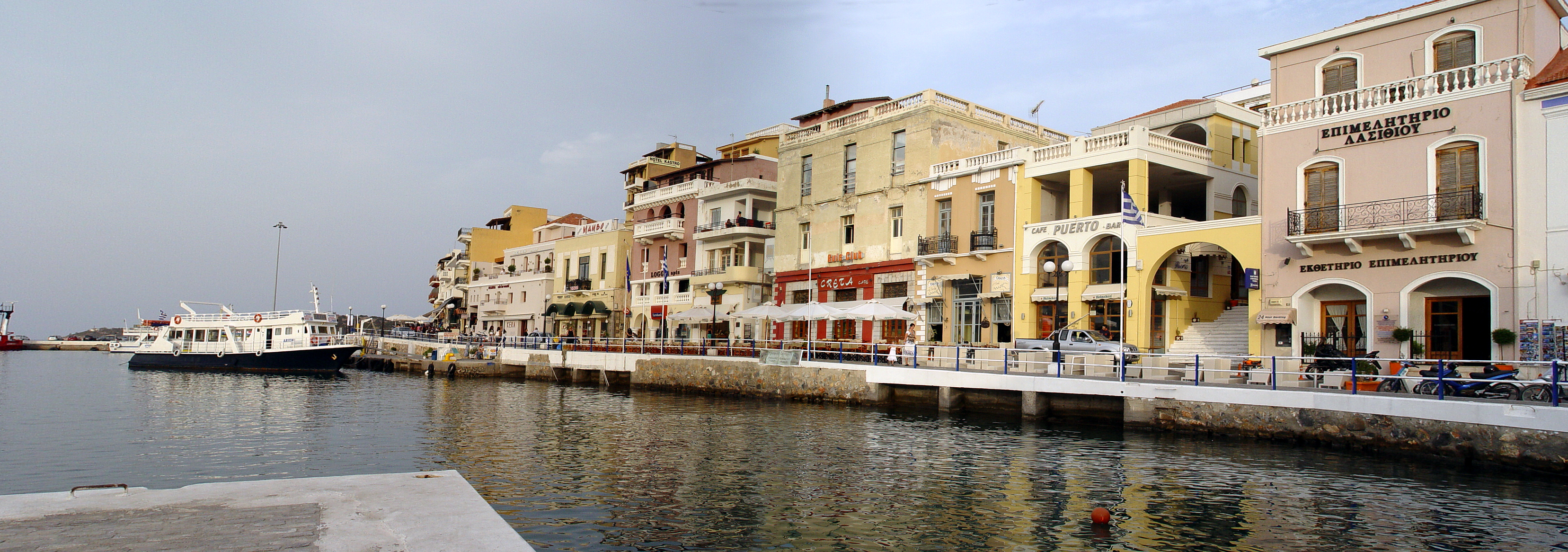
圣尼古拉奥斯港口
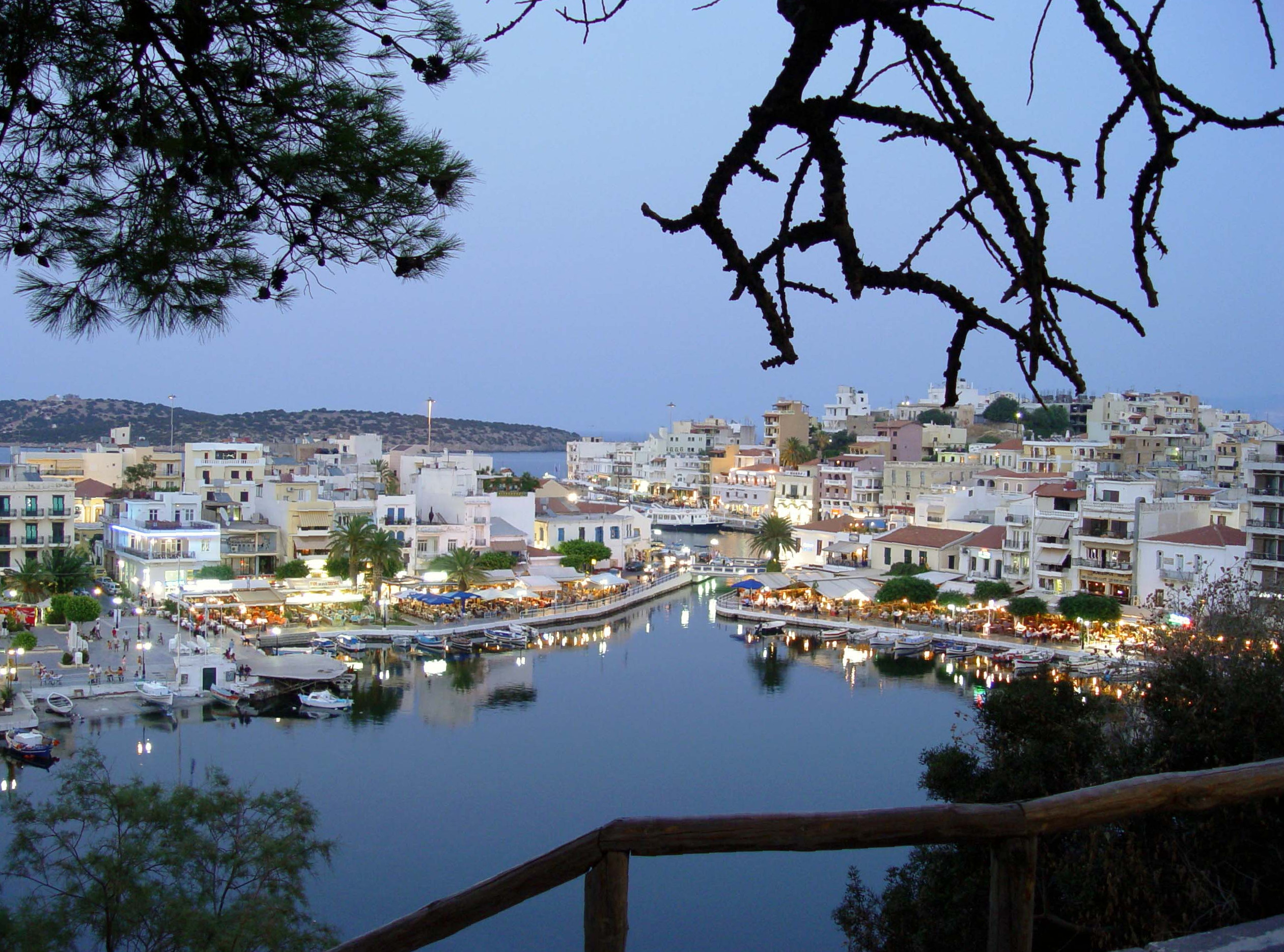